# دنیاگیری کووید-۱۹ در کره جنوبی
اولین مورد تأیید شده از شیوع بیماری کورنا ویروس ۲۰۱۹ (COVID-۱۹) در کره جنوبی در ۲۰ ژانویه سال ۲۰۲۰ اعلام شد. در ۱۹ فوریه، تعداد موارد تأیید شده تا ۲۰ فوریه به ۵۸ یا ۷۰ مورد افزایش یافته‌است و در مجموع ۳۴۶ مورد تأیید شده در ۲۱ فوریه ۲۰۲۰، مطابق با مراکز کنترل و پیشگیری از بیماری‌های کره اعلام شده‌است (KCDC)، با جهش ناگهانی که مربوط به "۳۱ بیمار " بود که در کلیسایی در کلیسای شینچونجی عیسی مسیح و کلیسای تابوت شهادت در شهر دئگو شرکت کرده بودند. و تا ۲۴ فوریه ۲۰۲۰، در کره جنوبی مواردی بیش از تقریباً ۷۰۰ مورد آلودگی در کشتی گردشی دایاموند پرینسس وجود داشت.
از ۴ مارس ۲۰۲۰، کره جنوبی بیش از ۵۳۰۰ مورد، ۳۲ مورد فوت، و بیش از ۱۳۰٬۰۰۰ نفر آزمایش شده‌اند،

## شیوع
در ۸ ژانویه سال ۲۰۲۰، بیماران مظنون به علائمی شبیه به عفونت کروناویروس ۱۹ برای اولین بار در کره شناسایی شدند. این بیمار مشکوک از تاریخ ۱۳ تا ۱۷ دسامبر سال گذشته که از شهر ووهان بازدید کرده بود یک زن ۳۶ ساله چینی بود. در ۱۱ ژانویه، مراکز کنترل و پیشگیری از بیماری به این نتیجه رسیدند که ویروس مربوط به ویروس جدید در ووهان نیست.
در تاریخ ۲۰ ژانویه، یک زن چینی ۳۵ ساله به عنوان یک عفونت کروناویروس جدید شناخته شد و به اولین آلوده در کره تبدیل شد. این بیمار مقیم شهر ووهان بود و به دلیل علائم مربوط به سرماخوردگی ۱۸ روز گذشته در یک بیمارستان محلی مبتلا شد. در نوزدهم ژانویه، سالن مهاجرت در فرودگاه بین‌المللی اینچئون علائمی مانند تب بالا مشاهده شد و در آنجا اقدامات قرنطینه و بازرسی را آغاز کردند. مراکز کنترل و پیشگیری از بیماریهای کره، تصمیم به افزایش سطح هشدارهای مربوط به بحران بیماریهای عفونی گرفت زیرا تعداد بیماران تأیید شده در این کشور افزایش می‌یافت.

## اقدامات پیشگیری از شیوع
در میان ترس از آلودگی بیشتر، تجمعات گسترده در شهرهای آسیب دیده لغو شد و پایگاه‌های نظامی به تعطیلی کشیده شدند.

## تعداد مبتلایان
این رویداد باعث افزایش شدید زنووبیا در سراسر کشور شد زیرا خارجی‌ها خود را از بسیاری از امکانات و رویدادها منع کردند. دلیل این امر کمک به جلوگیری از شیوع Covid-19 بود.

## پیامدها
در ۵ فوریه ۲۰۲۰، هیوندای موتور به دلیل نبود قطعه مجبور شد تولید در کره جنوبی را به حالت تعلیق درآورد.